# Substanță chimică
Substanță chimică este o denumire generică dată porțiunilor de materie cu compoziție și structură chimică omogenă, bine definită. O substanță este caracterizată prin proprietățile sale, cum ar fi culoarea, mirosul, gustul etc. O substanță chimică poate fi formată din unul sau mai multe elemente chimice; în cazul al doilea substanța se mai numește și compus chimic. Poate forma corpuri solide, lichide și gazoase.

## Proprietățile substanței
Toate substanțele se pot extinde, contracta, transforma în gaze, lichide sau solide. Acestea pot fi amestecate, obținând substanțe noi.
Fiecare substanță are un set de proprietăți specifice - caracteristici obiective care determină individualitatea unei anumite substanțe și, astfel, o deosebesc de toate celelalte substanțe. Cele mai caracteristice proprietăți fizico-chimice includ constantele - densitate, punct de topire, punct de fierbere, cantități termodinamice, parametrii structurii cristalului, proprietățile chimice.

### Stări de agregare
Aproape toate substanțele chimice în principiu pot exista în trei stări agregate - solide, lichide și gazoase. Deci, gheața, apa lichidă și vaporii de apă sunt o stare solidă, lichidă și gazoasă a aceleiași substanțe chimice. Formele solide, lichide și gazoase nu sunt caracteristicile individuale ale substanțelor chimice, ci corespund numai stărilor diferite de existență a substanțelor chimice care depind de condițiile fizice exterioare. Prin urmare, este imposibil să se atribuie apă doar cu un semn de lichid, oxigenul este un semn de gaz și clorura de sodiu este un semn al unei stări solide. Fiecare dintre aceste (și toate celelalte substanțe) se poate schimba la oricare dintre celelalte trei stări agregate atunci când condițiile se schimbă.
Atunci când se trec de la modelele ideale de stări solide, lichide și gazoase la stări reale ale materiei, se găsesc câteva tipuri intermediare, dintre care starea amorfă (sticlă), starea cristalului lichid și starea foarte elastică (polimerică). În acest sens, se utilizează adesea conceptul mai larg de "fază".
În anumite condiții (de obicei destul de diferite de cele obișnuite), anumite substanțe pot trece în stări speciale, cum ar fi cele superfluide și superconductoare.

## Substanță în chimie
În chimie, substanța este un fel de materie cu anumite proprietăți chimice - capacitatea de a participa într-un anumit fel la reacțiile chimice.
Toate substanțele chimice constau din particule - atomi, ioni sau molecule; molecula poate fi definită ca cea mai mică particulă a unei substanțe chimice care posedă toate proprietățile sale chimice. De fapt, compușii chimici pot fi reprezentați nu numai prin molecule, ci și prin alte particule care își pot schimba compoziția. Proprietățile chimice ale substanțelor, spre deosebire de cele fizice, nu depind de starea agregată, astfel încât gheața și apa sunt aceeași substanță din punct de vedere al chimiei. O substanță chimică este caracterizată prin compoziția și structura ei, substanțele cu aceeași compoziție chimică pot fi diferite datorită structurilor diferite - de exemplu, fosfor alb și fosfor negru. 

## Izolarea, purificarea, caracterizarea și identificarea
Adesea, o substanță pură trebuie izolată de un amestec, de exemplu dintr-o sursă naturală (unde o probă conține adesea numeroase substanțe chimice) sau după o reacție chimică (care adesea dă amestecuri de substanțe chimice).

## Legături externe
- en  NLM, NIH ChemIDplus
- en  NIST Chemistry WebBook
- en  Chemical Catalog R&D Chemicals
- en  NCI Database Browser
- en  ChemSub Online
- en  NIOSH Pocket Guide to Chemical Hazards